# Hans-Gerd Schildt
Hans-Gerd Schildt (* 12. Juni 1952) ist ein ehemaliger deutscher Fußballspieler.

## Karriere

### Vereine
Schildt spielte bis 1973 bei Bremerhaven 93, von dort wechselte er zum Bundesligisten SV Werder Bremen. Am 1. Spieltag der Saison 1973/74 gab er sein Debüt in der Bundesliga, als er von Trainer Josef Piontek beim Auswärtsspiel gegen den 1. FC Kaiserslautern eingesetzt wurde. Schildt erzielte in der 30. Minute den 1:0-Führungstreffer und damit sein erstes Bundesligator. Er spielte in seiner einzigen Bundesligasaison bei Werder in 20 Spielen und erzielte 3 Tore. Schildt wechselte danach in die neu geschaffene 2. Bundesliga zu Borussia Dortmund. Mit der Borussia spielte er in der Nordstaffel in der 2. Liga. In seinem zweiten Jahr, der Saison 1975/76 bei der Borussia wurde Schildt mit seinen Mannschaftskollegen wie – Horst Bertram, Helmut Nerlinger, Lothar Huber, Friedhelm Schwarze, Klaus Ackermann, Miroslav Votava, Hans-Werner Hartl, Egwin Wolf, Gerd Kasperski, Burkhard Segler, Peter Geyer – Vizemeister hinter Tennis Borussia Berlin. Durch die Vizemeisterschaft qualifizierte sich die Borussia für die Relegationsspiele zum Aufstieg zur Bundesliga gegen den Vizemeister der Südstaffel der 2. Bundesliga, 1. FC Nürnberg. Schildt wurde von Trainer Otto Rehhagel in beiden Relegationsspielen über die volle Länge eingesetzt. das Hinspiel wurde 1:0, das Rückspiel 3:2 gewonnen. Schildt stieg mit der Borussia auf und spielte ein weiteres Jahr in der Bundesliga. Danach wechselte er zu Arminia Bielefeld und spielte erneut in der 2. Bundesliga Nord. Mit der Arminia wurde er auf Anhieb Meister und schaffte somit zum zweiten Mal den Aufstieg ins Oberhaus des deutschen Fußballs. Schildt blieb ein Jahr, bevor es ihn nach Österreich, zu Austria Salzburg zog. Mit der Austria spielte er bis 1985 in der österreichischen Bundesliga. Schildt verabschiedete sich 1984/85 mit dem Abstieg in die Zweitklassigkeit und beendete seine Laufbahn als Profispieler.

### Nationalmannschaft
Schildt kam einzig im letzten Länderspiel der U23-Nationalmannschaft mit Einwechslung für Reiner Geye zum Einsatz. Am 21. November 1973 wurde gegen die Auswahl Polens in Warschau ein torloses Remis erzielt.

## Sonstiges
Im Jahr 1985 kam Schildt zurück nach Deutschland, trainierte noch von 1986 bis 1989 den SV Hohenlimburg in Hagen als Spielertrainer und stieg mit diesem in die Landesliga auf.
Im Jahr 1989 beendet Schildt seine Laufbahn endgültig und zog nach Norddeutschland zurück. Von 1989 bis 1991 war er Trainer von Holstein Kiel und verfehlte mit der Mannschaft zweimal knapp die Teilnahme an der Aufstiegsrunde zur 2. Bundesliga. 1991/92 führte er den Verbandsligisten VfB Kiel in die Oberliga-Aufstiegsrunde. 1992 wechselte er zum Oberligisten TuS Hoisdorf, im November 1992 wurde er entlassen. Er war ebenfalls beim FC Kilia Kiel als Trainer tätig. 2012 wurde er Trainer der Traditionself von Holstein Kiel und ab November 2018 Vorstandsmitglied des Traditionsclubs der KSV Holstein. Beruflich war er ab Mitte der 1990er-Jahre in einer Versicherungsagentur beschäftigt.